# 贵州通泉草
贵州通泉草（学名：Mazus kweichowensis），为玄参科通泉草属下的一个植物种。其种加词“kweichowensis”意为“贵州的”。